# Justizvollzugsanstalt Neuruppin-Wulkow

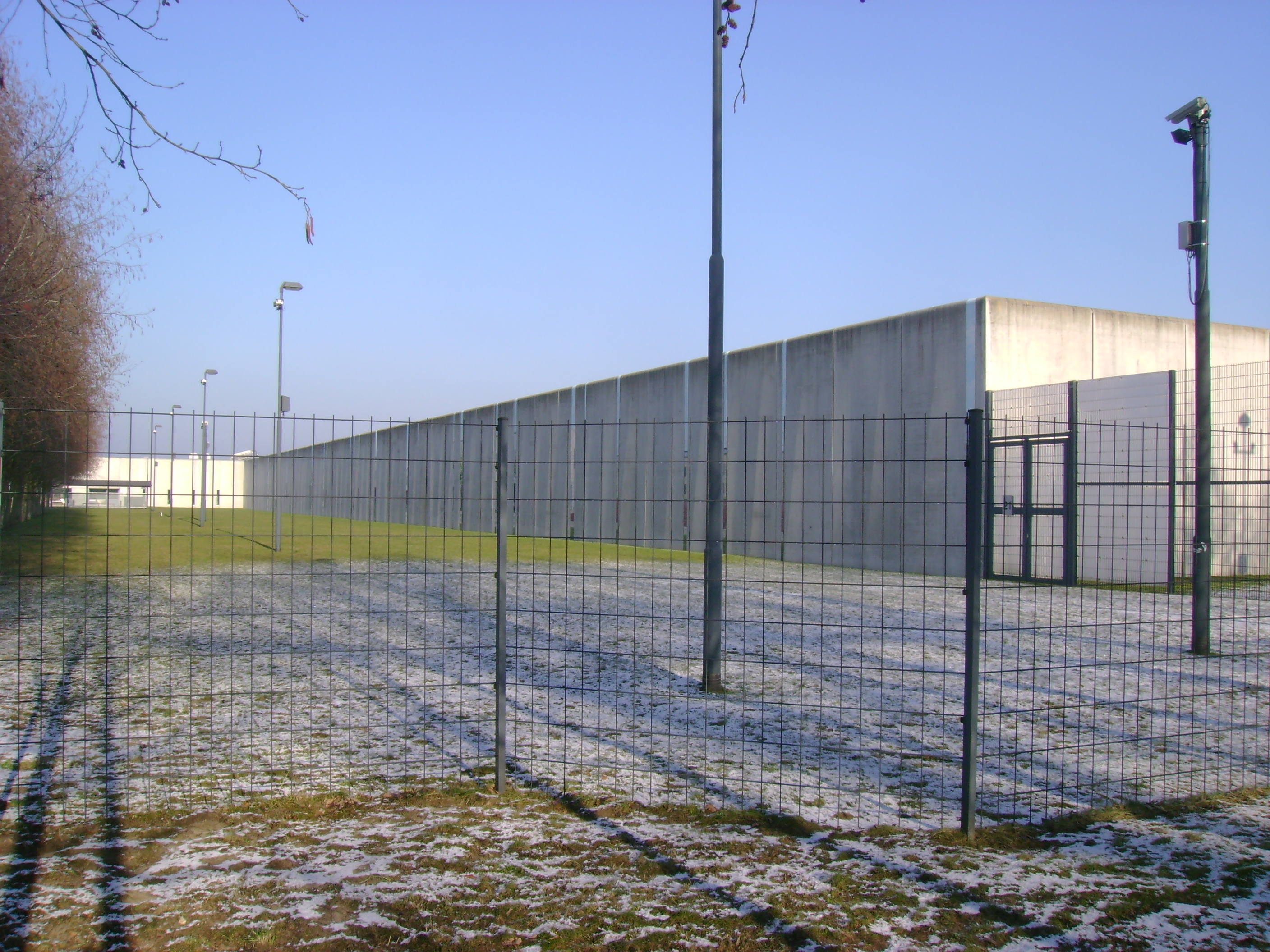
Außenmauer

Die Justizvollzugsanstalt Neuruppin-Wulkow (abgekürzt JVA Neuruppin-Wulkow) ist eine Justizvollzugsanstalt des Landes Brandenburg im Neuruppiner Ortsteil Wulkow. In dem Gefängnis sind männliche erwachsene Straftäter mit Freiheitsstrafen von bis zu drei Jahren und Untersuchungshäftlinge untergebracht.

## Geschichte
Das Ministerium der Justiz des Landes Brandenburg ließ die JVA Neuruppin-Wulkow im Rahmen eines groß angelegten Investitions- und Neubauprogramms in der Zeit von 1998 bis 2001 bauen. Den Entwurf lieferte nach einem Wettbewerbsverfahren das Berliner Architekturbüro Bruno Fioretti Marquez (BFM).
Dazu wurde eine ehemalige GSSD-Kaserne im Neuruppiner Ortsteil Wulkow abgerissen und für 59 Millionen DM (andere Quellen geben 100 Millionen DM an) ein Neubau errichtet. Dieser löste die vormaligen, bis zu 100 Jahre alten Justizvollzugsanstalten in Neuruppin (Stadt), Potsdam und Prenzlau ab, die geschlossen wurden. Die Eröffnung fand im Rahmen eines Tages der offenen Tür am 9. April 2001 statt, an dem 8312 Besucher die Gebäude besichtigten. Am 28. April begann der reguläre Anstaltsbetrieb.

## Zuständigkeit
In der JVA Neuruppin-Wulkow verbüßen männliche erwachsene Strafgefangene im offenen Vollzug Freiheitsstrafen von bis zu drei, im geschlossenen Vollzug Freiheitsstrafen von bis zu zwei Jahren. Außerdem werden hier die Untersuchungshäftlinge des Landgerichtsbezirkes Neuruppin untergebracht. Es existieren derzeit 160 Haftplätze davon 30 im offenen Vollzug (140 Haftplätze sind vorübergehend stillgelegt).

## Personal
In der JVA Neuruppin-Wulkow sind zurzeit 132 Mitarbeiter, davon 99 des allgemeinen Vollzugsdienstes beschäftigt. Weiterhin stehen zwei Psychologen, eine Pädagogin und vier Sozialarbeiter für die fachorientierte Betreuung der Gefangenen bereit. Ein evangelischer und ein katholischer Seelsorger stehen zur Verfügung. Die medizinische Versorgung der Gefangenen wird durch Vertragsärzte und Pflegepersonal der Anstalt ermöglicht.
Im Januar 2002 übernahm Kirsten Heinemann die Leitung über die JVA. Am 6. September 2004 übernahm ihr Nachfolger Georg Oliver Allolio dieses Amt, welches er zum 1. Juli 2008 an Petra Wellnitz abgab. Ihr folgte anschließend Wolf-Dietrich Voigt. Seit dem August 2021 wird die Anstalt wieder von Georg Oliver Alolio geleitet.

## Gefangenbetreuung
Die Unterbringung der Gefangenen erfolgt in der Regel in zehn Quadratmeter großen Einzelzellen.
Für erwachsene Gefangene werden dreimonatige Kurse zur schulischen Weiterbildung angeboten. In der Fachwerkstatt können Kenntnisse im Bereich Holzverarbeitung und Sanitärtechnik erworben werden. Weiterhin sind für heranwachsende und jugendliche Untersuchungshäftlinge berufsvorbereitende Bildungsmaßnahmen möglich.
Die Gefangenen können in den anstaltseigenen Betrieben wie Küche, Kammer, Hauswerkstätten, Gartenbereich und der Holz- und Keramikmanufaktur arbeiten. Die in den Werkstätten hergestellten Gegenstände wie Klein- und Gartenmöbel werden auf Straßenmärkten in Neuruppin und Umgebung verkauft.
Des Weiteren werden ein Anti-Gewalt-Training, eine psychosoziale Gruppe, Suchtberatung, Verkehrserziehungslehrgänge und psychotherapeutische Behandlung durch externe Therapeuten angeboten. Gefangenen der JVA Neuruppin-Wulkow wird durch Sportübungsleiter sportliche Betätigung in den Sporträumen der Hafthäuser, in der Sporthalle sowie in den Sportstätten im Freibereich ermöglicht. Schwerpunkte sind Ballsportarten und Kraftsport.
Die Anstaltsbücherei verfügt über ein umfangreiches Angebot an Sachbüchern und belletristischer Literatur.
Im Computerkabinett der Anstalt finden Einführungskurse für diverse Anwendungsprogramme statt.